# 莫蘭冰川

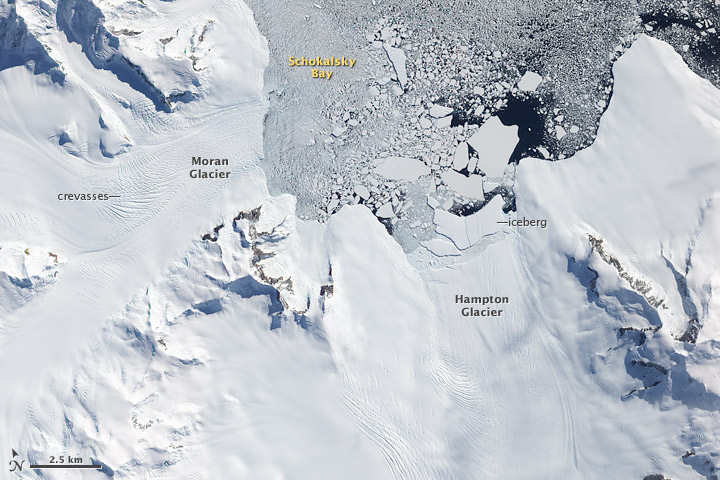

莫蘭冰川（英語：Moran Glacier）是南極洲的冰川，位於亞歷山大一世島東北部，與沃爾特冰川匯流，最終注入紹卡利斯基灣，該冰川以美國海軍機師命名。